# 23 Brasławska Brygada Armii Krajowej
23 Brasławska Brygada Armii Krajowej – polski oddział partyzancki Okręgu Wilno Armii Krajowej.
Sformowana na terenie Brasławszczyzny.
85 Oddział Leśny (OL -85) Kazimierza Krauzego "Wawrzeckiego" wszedł w skład brygady jako 1 kompania. Na stanowisko komendanta brygady powołano por. Mariana Kisielewicza „Ostroga” (oficera 13 pułku ułanów i dowódcę patroli w Wachlarzu).
Pierwszą znaczącą akcją 23 Brygady AK była likwidacja posterunku niemiecko-białoruskiej policji w Opsie 3 maja 1944. Por. Marian Kisielewicz zginął w czasie walki brygady z oddziałem wojsk niemieckich pod Łokcianami 21 czerwca 1944. Został pochowany we wsi Olszowa. Nowym dowódcą został Witold Kisiel ps. „Światołdycz”, dotychczasowy zastępca dowódcy. W lipcu 1944 brygada liczyła około 410 partyzantów.
O świcie 18 lipca 1944, w okolicach Skorbucian, 23 Brygada Armii Krajowej została rozbrojona przez zmotoryzowane oddziały Armii Czerwonej.

## Formowanie i zmiany organizacyjne
Na przełomie lutego i marca 1944, na podstawie rozkazu Komendy Okręgu „Wiano”, komendant inspektoratu BC mjr Mieczysław Potocki ps. „Węgielny” przystąpił do organizowania brygad partyzanckich na terenie inspektoratu. Brygady powstawały na bazie oddziałów partyzanckich (leśnych). Zalążek oddziału stanowiło kilku lub kilkunastu żołnierzy ruchu oporu, którzy w oznaczonym przez dowódcę oddziału dniu i godzinie zabierali z zakonspirowanej skrytki przygotowaną broń i wyruszali do lasu na zbiórkę. Taki oddział powiększał swój stan osobowy i zasoby uzbrojenia, a po osiągnięciu liczby 200–250 ludzi otrzymywał, na wniosek inspektora, nazwę i numer brygady.
W obwodzie brasławskim w marcu 1944 w ten sposób została utworzona 23 Brygada Brasławska. Większość żołnierzy rekrutowała się z miejscowych Polaków, należeli do niej również Polacy z Łotwy oraz uciekinierzy z policji białoruskiej. Dowódcą brygady został por. Marian Kisielewicz ps. „Ostróg”. Wcześniej odbył on dwutygodniowy staż w 5 Brygadzie.

## Działania brygady
Pierwszą akcją 23 Brygady dokonaną dokonana 3 maja 1944 wspólnie z Oddziałem Leśnym – 85, było rozbicie posterunku policji niemiecko–białoruskiej w Opsie. Uderzono w czasie kiedy policjanci na ćwiczeniach ustawili broń w kozły. Broń zdobyto praktycznie bez walki. Po akcji brygada wykonała odskok w kierunku Korzeniowszczyzny. Na postoju zebrał się sąd polowy, a policjanci, którym udowodniono ludobójstwo, zostali ukarani, prawdopodobnie rozstrzelani.
W drugiej dekadzie maja dowódcy brygad mieli wykonać jedną lub dwie akcje bojowe całością brygady lub znaczną jej częścią. Celem tych akcji miało być zgranie oddziałów, dywersja, uzupełnienie amunicji i zdobycie sprzętu bojowego.
Dowódca 23 Brygady, por. Marian Kisielewicz ps. „Ostroga”", po rozpoznaniu obiektów i sił nieprzyjaciela, wybrał dwa miejsca jednoczesnego uderzenia: Rymszany i Nowe Daugieliszki. Datę ataku wyznaczono na 21 maja.
Załoga posterunku policji litewskiej w Nowych Daugieliszkach liczyła do 20 osób. Około 2.30 pluton szturmowy wszedł do miasteczka, obrzucił policyjny bunkier granatami i opanował go. Załoga litewska, która spała w pobliskim pomieszczeniu, próbowała go odbić. W wyniku zdecydowanego działania plutonu, część Litwinów poddała się, część załogi uciekła w bieliźnie. Straty policji litewskiej: 2 rannych i 12 jeńców. Zdobyto: 10 kb, 2 rkm, 2 skrzynie granatów, 6 skrzyń amunicji, 6 pistoletów, materiał sanitarny, papierosy i żywność. Strat własnych nie było. Po akcji brygada wróciła teren powiatu brasławskiego i operowała w rejonie Czeżuliszki–Wesołowo nieopodal Turmont. Tam zetknęła się z batalionem łotewskim. Otworzono ogień z moździerza.To wystarczyło, aby batalion łotewski zaprzestał przygotowania do ataku wycofał się z pola walki. Starcia polsko-łotewskie, należy w tym rejonie raczej do wyjątków. Do 23 czerwca brygada, zmieniając miejsca postoju, przeprowadzała szkolenie, rozbudowywała swe struktury, penetrowała teren.
Na posterunek policji niemiecko–litewskiej w Rymszanach uderzyła 4 kompania ppor. „Bociana”. Partyzanci nie mieli informacji, że posterunek został wzmocniony, a w wieży kościelnej umieszczono karabiny maszynowe. Bunkier nie został opanowany. a pluton wycofał się. Straty wyniosły dwóch zabitych i kilku rannych. Z nieudanej akcji wyciągnięto kilka wniosków szkoleniowych. Wszyscy uczestnicy stwierdzili, że w tego rodzaju akcjach zaskoczenie jest czynnikiem najważniejszym. Bez niego nie ma mowy o powodzeniu. W akcji na Rymszany element ten nie został uwzględniony.
W czasie odskoku kompania zlikwidowała patrol złożony z dwóch Niemców z ochrony kolei.
20 czerwca nastąpiła koncentracja polskich oddziałów partyzanckich podległych dowódcy 2 Zgrupowania mjr. „Węgielnemu”. 23 Brygada „Ostrogi” stawiła się na nim.
21 czerwca dowódca Zgrupowania przeprowadził siłami wydzielonych plutonów 4 i 23 Brygady oraz oddziału leśnego „Żejmiana” akcję na pociąg towarowy na linii kolejowej Postawy-Podbrodzie.
Pociąg wiózł zarekwirowane bydło i konie w głąb Niemiec. Został wykolejony przez partyzantów w okolicach Łokocian. Po zatrzymaniu się wagonów nastąpił atak na całej długości pociągu. Akcja trwała kilka minut i zakończyła się całkowitym zwycięstwem polskich partyzantów. Straty nieprzyjaciela wynosiły: 2 zabitych, kilku rannych, 14 jeńców. Straty własne: zginął por. Marian Kisielewicz „Ostroga”, dowódca 23 Brygady. Nowym dowódcy 23 Brygady został mianowany por. Witold Kisiel „Swiatołdycz” pośmiertnie awansowany na stopień rotmistrza
W dniach 25–27 czerwca brygada wzięła udział w rajdzie 2 Zgrupowania na tereny położone wzdłuż granicy polsko-litewskiej, rozpoczynając od jezior sużańskich w kierunku na Inturki. Rajd miał zademonstrować obecność sił polskich na tym terenie. Nie miał on na celu przeprowadzenia pacyfikacji czy odwetu.
Bezpośredni uczestnik rajdu, Henryk Sipowicz-Bogowski ps.„Farys” tak wspomina:

2 Zgrupowanie, poruszając się trasą od jezior sużańskich do Inturek, penetrowało wsie litewskie, poszukując policjantów litewskich, szaulisów i agentów Saugumy. Stosunek mieszkańców wsi polskich do oddziałów AK był bardzo przychylny i życzliwy. Policjanci litewscy wycofywali się w panice przed partyzantami. Po wkroczeniu do wsi zwykle wołano sołtysa i pytano o mieszkańców wsi, obserwując go bacznie, gdy padało pytanie o Saugumę, litewskich policjantów czy szaulisów. Gdy było coś podejrzanego w odpowiedziach sołtysa, dokonywano przeglądu wszystkich chałup i pomieszczeń gospodarskich. Podczas wykonywania tego rajdu brygada rozstrzelała jednego agenta Saugumy i uciekającego właściciela zagrody, który przechowywał tego agenta. Spalono jedną stodołę prześladowcy Polaków, który uciekł przed polskimi oddziałami. Odnotować należy, że podczas trzydniowego rajdu oddziały polskie nie napotkały załóg niemieckich.

W okresie kwiecień-czerwiec 23 Brygada przeprowadziła 6 akcji, w tym: 3 akcje przeciw oddziałom litewskim (Czeboreki, Rymszany, Nowe Daugieliszki); 2 akcje z białoruską policją (Opsa, Różowo); 1 akcja z oddziałem łotewskim (Czyżuliszki). Brygada nie miała starć z oddziałami niemieckimi i partyzantką sowiecką.
Działania brygady w czasie Akcji „Burza”
Akcję „Burza” na terenie Inspektoratu BC Okręgu Wilno Armii Krajowej rozpoczął 1 lipca 1944 dowódca Zgrupowania mjr Mieczysław Potocki ps. „Węgielny”. Brygady przemieściły się na odcinki szos Michaliszki−Świr–Postawy oraz Święciany–Podbrodzie.
2 lipca w czasie przejścia zgrupowania przez szosę Święciany – Podbrodzie zorganizowano zasadzkę na kolumnę samochodów niemieckich w okolicach Szakien. Do działania dowódca zgrupowania użył dwóch plutonów 23 Brygady i jednego 4 Brygady.
Była to kolumna wycofujących się żołnierzy niemieckich wraz z administracją Gebietskomisariatu Głębokie. Liczyła 15 samochodów plus dwa motocykle i około 80 uzbrojonych ludzi.
W walce jeden z plutonów 23 Brygady wiązał nieprzyjaciela czołowo, pluton „Bociana” oskrzydlił go z lewej strony, a pluton „Korsarza” z 4 Brygady zamknął go z prawej. Okrążona załoga niemiecka pozostawiła samochody i wycofała się po 20 minutowej walce. Straty nieprzyjaciela wyniosły 5 zabitych, 2 rannych i 10 jeńców, a polskie – 2 rannych, w tym dowódca plutonu „Korsarz”. Zdobyto między innymi 12 samochodów, 1 motocykl, 2 karabiny maszynowe i kilkanaście skrzynek amunicji.
W kolejnych dniach brygada rozbroiła grupę około 120 Łotyszów pod Kiemieliszkami,

## Struktura brygady i obsada personalna
Dowódca brygady
por. Marian Kisielewicz „Ostroga” (oficer 13 pułku ułanów i dowódca patroli w Wachlarzu).
Witold Kisiel ps. "Światołdycz"
- por. Witold Kisiel "Światołdycz" – z-ca komendanta
- ppor. Czesław Budrewicz "Topór" – adiutant komendanta
- ppor. Albin Palczewski "Kot" – następny adiutant komendanta
- ppor. Michał Szypiłło "Pancerz" – dowódca 1 plutonu
- ppor. Bogdan Pirtań "Trzmiel" – dowódca 2 plutonu
- ppor. Waldemar Żaba "Bocian" – dowódca 3 plutonu
- plut. Jan Libako "Wars" – dowódca zwiadu
- sierż. Antoni Pietkiewicz "Szyszka" – dowódca plutonu saperskiego
- dr Tadeusz Eugeniusz Waszczuk – lekarz Brygady

### Struktura i obsada personalna w okresie walk o Wilno
Dowództwo
- dowódca - kpt. Witold Kisiel ps. „Swiatołdycz”
- adiutant - pchor. Albin Palczewski ps. „Kot”
- lekarz - Tadeusz Eugeniusz Waszczuk
- poczet dowódcy:

ogniomistrz Jan Olszewski
plut. Wiktor Mielnik „Lawenda”
Pododdziały
- oddział zwiadowczy - plut. Jan Libako „Wars”
- 1 kompania - chor. Jan Zapolski „Wilk”
- 2 kompania - ppor. Michał Szypiłło „Pancerz”
- 3 kompania - ppor. Bogdan Pirtan „Trzmiel”
- 4 kompania - por. Waldemar Żaba „Bocian”
  - 1 pluton - plut. Marian Jeznach ps. „Amela”
  - 2 pluton - plut. „Czarny”
  - 3 pluton - plut. „Pszczoła”
- 5 kompania - ppor. Franciszek Michańczyk „Boa”
  - 1 pluton - plut. Wiktor Puchacz „Żuław”
- drużyna pionierów
- drużyna łączności